# Шарлейский, Николай
Николай Шарлейский из Сцибоже (пол. Mikołaj Szarlejski; ок. 1400—1457) — польский государственный и военный деятель, подстолий бжесць-куявский и каштелян иновроцлавский (с 1438), староста быдгощский (1441—1457), воевода иновроцлавский (1457), староста тухольский (с 1454), воевода бжесць-куявский (1453—1457), староста бродницкий, староста гневковский и староста члухувский (1454, 1455—1456), член Прусского союза. От имени польской королевы Софии Гольшанской Николай Шарлейский также управлял староствами иновроцлавским и нешавским в 1435—1448 годах.

## Биография
Представитель польского дворянского рода из Куявии герба «Остоя». Его предки происходили из деревни Сцибоже под Иновроцлавом. Его отцом был Николай из Сцибоже, каштелян быдгощский. Владел родовыми имениям и в Куявии, давал кредиты соседям, гнезненскому капитулу, и в первую очередь под залог их имений. Николай Шарлейский одолжил королю Польши Владиславу III Варненчику 6 тысяч флоринов, став крупнейшим кредитором монарха. В залог он получил быдгощское староство и на один год староство бжесць-куявское. Благодаря накоплению куявских поместий Николай Шарлейский стал важной личностью польско-тевтонской окраины, появляясь в окрестностях монарха. В 1440 году он отправился с польским королем Владиславом Варненчиком в Венгрию, где он находился до 1443 года.
Николай Шарлейский находился на страже политических интересов Польского королевства и экономических подчиненных ему староств. Он заботился о свободной навигации по Висле и решительно выступил против торговых ограничений со стороны Тевтонского ордена. Он строго придерживался торговых запретов: он конфисковал соль, доставляемую по Висле из Пруссии, ссорился с Гданьском, который ограничивал торговлю польским зерном, заботился об экономическом развитии польского пограничья, что было связано с увеличением его собственного дохода. Он попытался ограничить торговый путь Накло-Тухоля в пользу Иновроцлава-Быдгоща, он приложил усилия, чтобы отменить запрет на продажу в Гданьске быдгощского пива.
Николай Шарлейский пользовался доверием польского короля Казимира Ягеллончика и был его официальным представителем, поэтому он имел право и командовать отдельными военными операциями. 25 марта 1454 года Шарлейский из Торуня отправил письмо к великому магистру Тевтонского ордена, а на следующий день с отрядами Прусского союза выступил на орденский замок Хойнице. Его заместителем был Ян Колуцкий, хорунжий иновроцлавский. 18 сентября 1454 года Николай Шарлейский вместе с Лукашем Гуркой участвовал в неудачной для поляков битве с крестоносцами под Хойницами, где попал в плен к крестоносцам. В 1455 году он был освобожден из орденского плена. В знак признания его заслуг в том же 1455 году Николай Шарлейский получил замок Свеце и другие имения.
Его семейной резиденцией, предположительно, был деревянный замок на берегу Шарлейского озера, от которого в настоящее время остался только курган с земляным валом.
Николай Шарлейский скончался в 1457 году, за несколько месяцев до смерти он отказался от занимаемых должностей.

## Николай Шарлейский и Быдгощ
Николай Шарлейский получил 23 мая 1441 года староство быдгощское вместе с городом Гневково и войтовством. Фактически он стал руководить этим староством в 1443 году после возвращения из Венгрии и в Польшу.
- 23 апреля 1446 года Н. Шарлейский отправил из Быдгоща письмо комтуру Торуни, протестуя против ограничения торговли и вытекающими из этого потерей граждан Быдгоща
- В 1446 году Н. Шарлейский утвердил устав цеха гончаров
- 25 июля 1450 года он отправил из Быдгоща поздравительное письмо новому великому магистру Тевтонского ордена
- В феврале и марте 1453 года Н. Шарлейский находился в Быдгоще
- В июне 1453 года он находился в Гневково
- В декабре 1453 — январе 1454 года Н. Шарлейский находился в Быдгоще.